# 賴ki
賴ki (2000年6月13日—），本名賴冠云，台灣女藝人，2022年因大魯閣九宮格投球影片爆紅，2022年參加全明星運動會第四季，節目表現良好，她於測試賽破了女子壘球擲遠紀錄，被選為第四季藍隊女狀元。

## 生平
畢業於台中教育大學，2022年因投球影片爆紅，受邀至富邦悍將開球，7月參加了全明星運動會第四季，節目表現非常好為藍隊在拿下王朝，在節目第九集拿下單日MVP，目前也有經營個人Youtube頻道。

## 經歷
2022年4月29日 大魯閣投球影片爆紅
2022年5月20日 與郭泓志拍攝Youtube影片
2022年7月19日 富邦悍將開球
2022年7月20日 參加全明星運動會第四季

## 備註
- 賴ki的ig
- 賴ki的fb
- 賴ki的yt頻道 （页面存档备份，存于）